# Bahnstrecke Jossa–Wildflecken
| Zugkreuzung in Bad Brückenau (1988) |                                 |                                            |                                            |
| Streckennummer (DB): | 5211                            |                                            |                                            |
| Kursbuchstrecke (DB): | 801 (1988)                      |                                            |                                            |
| Kursbuchstrecke: | 416h (Jossa – Wildflecken 1946) |                                            |                                            |
| Streckenlänge: | 30,7 km                         |                                            |                                            |
| Spurweite: | 1435 mm (Normalspur)            |                                            |                                            |
| |                                 |                                            |                                            |
| \| \| \| von Gemünden (Main) \| \| \| \| 0,00 \| Jossa \| 240 m ü. NHN \| \| \| 0,67 \| nach Flieden \| nach Flieden \| \| \| \| Anschluss Marmorwerk Gerhäuser (bis 1985) \| \| \| \| 2,44 \| Altengronau Süd \| 221 m ü. NHN \| \| \| \| Sinn \| \| \| \| \| Landesgrenze Hessen/Bayern \| \| \| \| \| Sinntalbrücke Zeitlofs (Würzburg–Hannover) \| \| \| \| 6,70 \| Zeitlofs \| 259 m ü. NHN \| \| \| 9,20 \| Trübenbrunn (bis 1922) \| 267 m ü. NHN \| \| \| 9,86 \| Rupboden \| 268 m ü. NHN \| \| \| 12,35 \| Eckarts \| 288 m ü. NHN \| \| \| 13,30 \| Wernarz (bis 1922) \| 285 m ü. NHN \| \| \| 14,40 \| Brückenau Bad \| 305 m ü. NHN \| \| \| 15,40 \| Sinnthalhof (bis 1922) \| 323 m ü. NHN \| \| \| 17,06 \| Brückenau Stadt \| 311 m ü. NHN \| \| \| 18,00 \| Brückenau Ost \| 319 m ü. NHN \| \| \| 20,23 \| Römershag \| 350 m ü. NHN \| \| \| \| Sinntalbrücke Bundesautobahn 7 \| \| \| \| 23,59 \| Oberriedenberg \| 404 m ü. NHN \| \| \| 26,76 \| Oberbach \| 444 m ü. NHN \| \| \| 30,72 0,00 \| Wildflecken \| 508 m ü. NHN \| \| \| \| Panzerverladung (TrÜbPl) \| \| \| \| 2,20 \| Oberwildflecken Übergabebahnhof \| Oberwildflecken Übergabebahnhof \| \| \| 2,90 \| Kreuzberg \| Kreuzberg \| \| \| 3,00 \| Anschl. Kreuzberg \| Anschl. Kreuzberg \| \| \| \| Sinn \| \| \| \| 4,40 \| Einfahrt Arnsberg \| Einfahrt Arnsberg \| \| \| 5,20 \| Arnsberg \| Arnsberg \| \| \| 5,40 \| Gleisende \| Gleisende \| \| \| \| \| \| \| Quellen: [1][2][3][4][5] \| \| \| \| |                                 |                                            |                                            |
| Strecke |                                 | von Gemünden (Main)                        | von Gemünden (Main)                        |
| Bahnhof | 0,00                            | Jossa                                      | 240 m ü. NHN                               |
| Abzweig ehemals geradeaus und nach links | 0,67                            | nach Flieden                               | nach Flieden                               |
| Abzweig geradeaus und von rechts (Strecke außer Betrieb) |                                 | Anschluss Marmorwerk Gerhäuser (bis 1985)  | Anschluss Marmorwerk Gerhäuser (bis 1985)  |
| Bahnhof (Strecke außer Betrieb) | 2,44                            | Altengronau Süd                            | 221 m ü. NHN                               |
| Brücke über Wasserlauf (Strecke außer Betrieb) |                                 | Sinn                                       | Sinn                                       |
| Grenze (Strecke außer Betrieb) |                                 | Landesgrenze Hessen/Bayern                 | Landesgrenze Hessen/Bayern                 |
| Kreuzung geradeaus unten (Strecke geradeaus außer Betrieb) |                                 | Sinntalbrücke Zeitlofs (Würzburg–Hannover) | Sinntalbrücke Zeitlofs (Würzburg–Hannover) |
| Bahnhof (Strecke außer Betrieb) | 6,70                            | Zeitlofs                                   | 259 m ü. NHN                               |
| Haltepunkt / Haltestelle (Strecke außer Betrieb) | 9,20                            | Trübenbrunn (bis 1922)                     | 267 m ü. NHN                               |
| Bahnhof (Strecke außer Betrieb) | 9,86                            | Rupboden                                   | 268 m ü. NHN                               |
| Haltepunkt / Haltestelle (Strecke außer Betrieb) | 12,35                           | Eckarts                                    | 288 m ü. NHN                               |
| Haltepunkt / Haltestelle (Strecke außer Betrieb) | 13,30                           | Wernarz (bis 1922)                         | 285 m ü. NHN                               |
| Bahnhof (Strecke außer Betrieb) | 14,40                           | Brückenau Bad                              | 305 m ü. NHN                               |
| Haltepunkt / Haltestelle (Strecke außer Betrieb) | 15,40                           | Sinnthalhof (bis 1922)                     | 323 m ü. NHN                               |
| Bahnhof (Strecke außer Betrieb) | 17,06                           | Brückenau Stadt                            | 311 m ü. NHN                               |
| Haltepunkt / Haltestelle (Strecke außer Betrieb) | 18,00                           | Brückenau Ost                              | 319 m ü. NHN                               |
| Bahnhof (Strecke außer Betrieb) | 20,23                           | Römershag                                  | 350 m ü. NHN                               |
| Strecke mit Straßenbrücke (Strecke außer Betrieb) |                                 | Sinntalbrücke Bundesautobahn 7             | Sinntalbrücke Bundesautobahn 7             |
| Bahnhof (Strecke außer Betrieb) | 23,59                           | Oberriedenberg                             | 404 m ü. NHN                               |
| Bahnhof (Strecke außer Betrieb) | 26,76                           | Oberbach                                   | 444 m ü. NHN                               |
| Bahnhof (Strecke außer Betrieb) | 30,72 0,00                      | Wildflecken                                | 508 m ü. NHN                               |
| Abzweig geradeaus und nach links (Strecke außer Betrieb) |                                 | Panzerverladung (TrÜbPl)                   | Panzerverladung (TrÜbPl)                   |
| Dienststation / Betriebs- oder Güterbahnhof (Strecke außer Betrieb) | 2,20                            | Oberwildflecken Übergabebahnhof            | Oberwildflecken Übergabebahnhof            |
| Haltepunkt / Haltestelle (Strecke außer Betrieb) | 2,90                            | Kreuzberg                                  | Kreuzberg                                  |
| Abzweig geradeaus und nach rechts (Strecke außer Betrieb) | 3,00                            | Anschl. Kreuzberg                          | Anschl. Kreuzberg                          |
| Brücke über Wasserlauf (Strecke außer Betrieb) |                                 | Sinn                                       | Sinn                                       |
| Abzweig geradeaus und nach links (Strecke außer Betrieb) | 4,40                            | Einfahrt Arnsberg                          | Einfahrt Arnsberg                          |
| Haltepunkt / Haltestelle (Strecke außer Betrieb) | 5,20                            | Arnsberg                                   | Arnsberg                                   |
| | 5,40                            | Gleisende                                  | Gleisende                                  |
| |                                 |                                            |                                            |
| Quellen: |                                 |                                            |                                            |

Die Bahnstrecke Jossa–Wildflecken, auch Sinntalbahn, war eine Nebenbahn in Hessen und Bayern. Sie zweigte in Jossa von der Bahnstrecke Flieden–Gemünden ab und führte im Sinntal über Altengronau und Bad Brückenau nach Wildflecken.

## Geschichte

### Bau und Betrieb
Am 1. August 1864 reichte die Stadtverwaltung von Brückenau eine Petition an die Regierung von Unterfranken über den Bau einer Bahnverbindung von Brückenau nach Jossa in Hessen ein. Doch erst am 18. November 1884 erhielten die Pläne mit der Gründung eines Eisenbahn-Komitee in Brückenau wieder Auftrieb. Die Baugenehmigung für die Strecke wurde am 8. März 1888 erteilt, so dass die Bauarbeiten am 1. Juli 1890 beginnen konnten. Eröffnet wurde die Strecke am 9. Oktober 1891, die Bedienung der Unterwegshalte erfolgte ab 15. Oktober 1891.
Über eine Verlängerung der Strecke nach Wildflecken wurde ab 1902 nachgedacht, wofür der bayerische Landtag am 17. Juni 1904 die Genehmigung erteilte. Die Bauarbeiten dafür begannen am 1. Oktober 1907 und konnten mit der Eröffnung der Strecke am 17. Dezember 1908 abgeschlossen werden. Die Aufnahmen des fahrplanmäßigen Verkehrs erfolgte zwei Tage später am 19. Dezember 1908. Eine Weiterführung der Strecke mit Anschluss an die Bahnstrecke Bad Neustadt–Bischofsheim in Bischofsheim an der Rhön wurde durch den Ersten Weltkrieg verhindert und danach nicht mehr weiterverfolgt.
Am 8. Oktober 1922 wurden die Haltepunkte Trübenbrunn, Eckarts, Wernarz, Sinnthalhof und Brückenau Ost aufgelöst, wovon Brückenau Ost am 1. Januar 1925 und Eckarts am 27. Februar 1927 wieder in Betrieb genommen werden. Über die Strecke erfolgte ab 1937 für den Bau der Reichsautobahn Fulda–Würzburg und des Truppenübungsplatzes Wildflecken größtenteils die Anlieferung des Baumaterials. Zum Ende des Zweiten Weltkriegs wurde die Strecke durch Fliegerangriffe in Mitleidenschaft gezogen und am 3. April 1945 durch die Sprengung der Jossaer Eisenbahnbrücke vom restlichen Eisenbahnnetz abgetrennt. Der Inselverkehr konnte am 27. Oktober 1951 mit der Eröffnung der wiederaufgebauten Jossa-Brücke aufgegeben werden.
Nachdem 1970 die Stadt Brückenau in Bad Brückenau umbenannt wurde, wurden zwischen 1976 und 1981 die Stationen Brückenau Bad und Brückenau Stadt in Bad Brückenau Staatsbad und Bad Brückenau umbenannt. Der Haltepunkt Brückenau Ost wurde erneut geschlossen.

### Niedergang
Der schon immer untergeordnete Personenverkehr entwickelte sich wegen der Konkurrenz zum Individualverkehr stark rückläufig. Nachdem die Deutsche Bundesbahn mit dem Sommerfahrplan 1982 den Wochenendverkehr auf der Strecke eingestellt hatte und den Abschnitt Bad Brückenau–Wildflecken bis auf ein einziges Zugpaar nicht mehr bedient hatte, stellte sie den Personenverkehr auf der Strecke zum 27. Mai 1988 vollständig ein.
Der Güterverkehr war viel bedeutender. Neben der Holzverladung waren Hauptkunden die Bundeswehr mit der Bekleidungskammer Süd sowie der Hülsenhersteller Paul & Co. in Oberwildflecken, daneben befuhren regelmäßig Militärzüge die Strecke. Mit dem Abzug der amerikanischen Streitkräfte aus Wildflecken im Jahr 1994 ging der Güterverkehr spürbar zurück, sodass die Strecke im Jahr 1996 auf vereinfachten Zugleitbetrieb umgestellt wurde. Noch im Jahr 1998 wurde der Gleisanschluss zur Bundeswehr grundhaft erneuert, die Entscheidung zur Einstellung fiel erst im Rahmen des Programms MORA C der Deutschen Bahn. Am 4. Februar 2002 befuhr der letzte Güterzug die Strecke. Am 26. Juni 2002 musste der Streckenabschnitt Bad Brückenau-Wildflecken wegen eines Dammrutsches in Höhe des Haltepunktes Römershag gesperrt werden, die Sperrung der Gesamtstrecke folgte am 17. Oktober 2002.
Die DB Netz hatte die Strecke bereits 2001 zur Übernahme durch andere Eisenbahninfrastrukturunternehmen ausgeschrieben, wobei nur die Deutsche Regionaleisenbahn (DRE) Interesse zeigte. Nach jahrelangen Verhandlungen sprachen sich die meisten Kommunen entlang der Strecke schließlich für deren Umwidmung in einen Radweg aus, so dass keine Unterstützung für eine Wiederaufnahme des Schienenverkehrs mehr bestand und sich die DRE zurückzog.
Bis zur endgültigen Stilllegung der Gesamtstrecke durch das Eisenbahn-Bundesamt am 31. März 2005 fanden immer wieder Sonderfahrten von Eisenbahnvereinen statt. Schließlich stellte DB Netz Ende 2009 den Antrag zum Abbau der Strecke. Der tatsächliche Gleisabbau erfolgte schließlich im Oktober 2016.

### Gescheiterte Reaktivierungsbemühungen

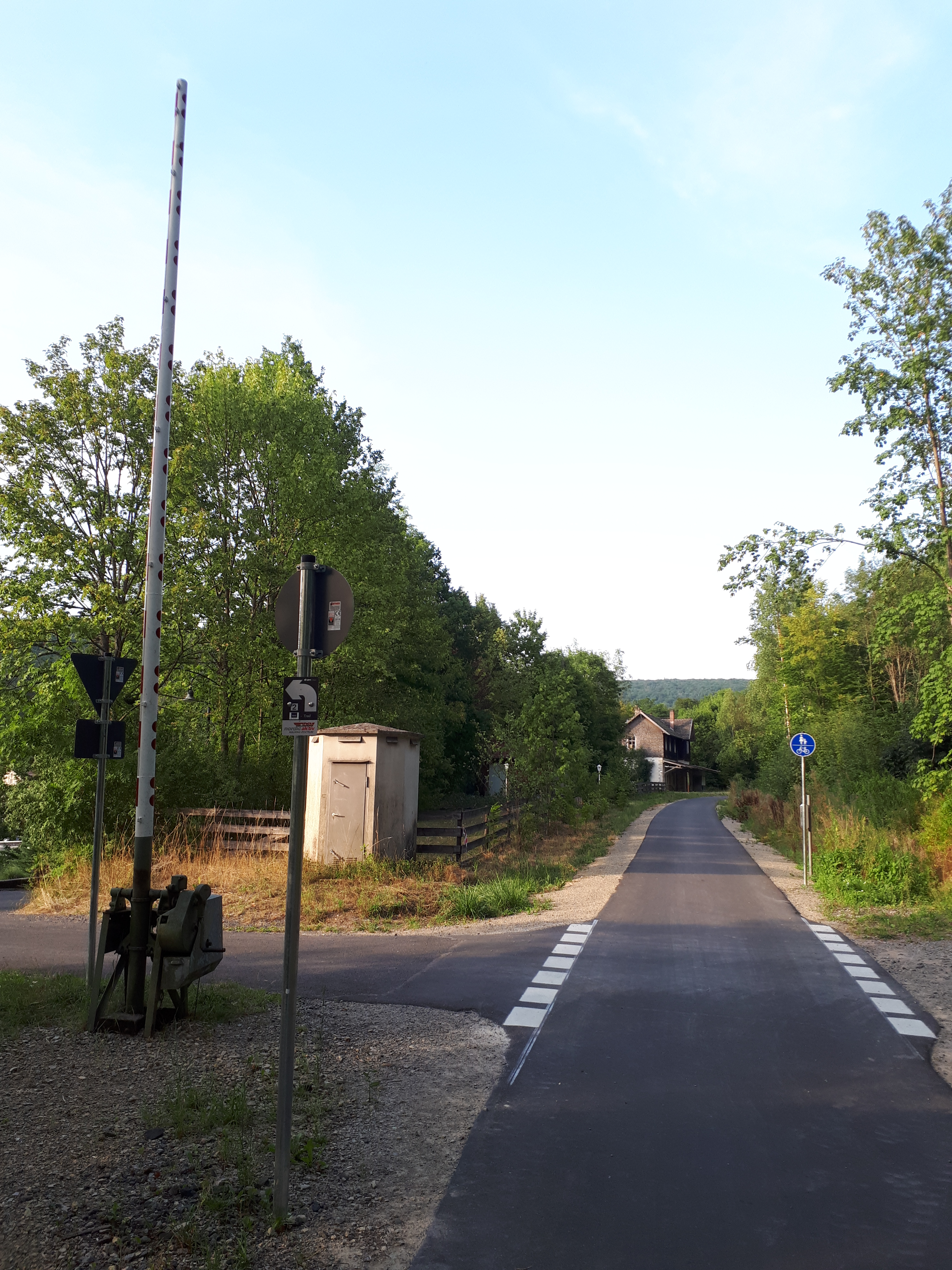
Rhönexpress-Bahnradweg auf der ehemaligen Sinntalbahn

Am 16. März 2012 wurde in einer gemeinsamen Pressemitteilung der regionalen Pro-Bahn-, VCD- und Bund-Naturschutz-Gruppen die Gründung der Interessengemeinschaft Sinntalbahn-Kreuzbergbahn verkündet. Diese hatte das Ziel gemeinsam mit der Rhein-Sieg-Eisenbahn (RSE) die Strecke zu übernehmen und zu reaktivieren. Als Vorbild diente die ebenfalls von der RSE zusammen mit dem lokalen Partner Ilztalbahn GmbH 2011 reaktivierte Bahnstrecke Passau–Freyung in Niederbayern. Wie an dieser Strecke sollte Bahn- und Radverkehr miteinander kombiniert werden. Aufgrund dieser Aktivitäten war das Entwidmungsverfahren vorerst gestoppt worden. Die Gemeinde Sinntal war allerdings weiterhin an der Entwidmung interessiert, um die Strecke in einen Radweg mit Anbindung nach Zeitlofs und Jossa umwandeln zu können. Der Förderverein Sinntal-Kreuzbergbahn und die DB Netz unterzeichneten Ende April 2014 einen Pachtvertrag über die Strecke. Der Verein wollte die Bahnstrecke nun sanieren. Hierfür rechnete man mit einem Finanzbedarf von ca. 500.000 €.
Am 11. August 2015 hatte das Eisenbahn-Bundesamt im Bundesanzeiger die Anträge auf Freistellung nahezu der gesamten Strecke der Sinntalbahn bekanntgemacht. Diese Anträge wurden gestellt von der Marktgemeinde Zeitlofs, der Stadt Bad Brückenau, der Verwaltungsgemeinschaft Bad Brückenau und der Marktgemeinde Wildflecken. Die Anfang März 2016 erteilten Freistellungsbescheide des Eisenbahn-Bundesamtes wurden allerdings erst nach einem von der am Erwerb der Strecke interessierten Bahnbetriebsgesellschaft Stauden am 31. März 2016 eingelegten und später zurückgezogenen Widerspruch rechtskräftig.
Nachdem die Freistellungen 2017 rechtskräftig wurden und der Abbau der Gleise begann, beschloss der Verein Hessisch-Bayerische Sinntal-Kreuzbergbahn seine Liquidation. Der teilweise auf der Trasse der Sinntalbahn erbaute Rhönexpress-Bahnradweg wurde zum 28. Juni 2019 eröffnet. Bereits zum 1. Dezember 2018 erfolgte die Freigabe des ersten Teilstücks Zeitlofs – Bad Brückenau-Römershag.